# Elizabeth Guiney
Elizabeth Guiney (* 7. Februar 1991) ist eine ehemalige US-amerikanische Skilangläuferin.

## Werdegang
Guiney startete im November 2007 erstmals in West Yellowstone bei der US Super Tour und belegte dabei auf den 39. Platz über 8 km klassisch. Bei den U23-Weltmeisterschaften 2013 in Liberec errang sie den 42. Platz über 10 km Freistil und den 36. Platz im Sprint. Im folgenden Jahr kam sie bei den U23-Weltmeisterschaften 2014 im Fleimstal auf den 41. Platz im Skiathlon und auf den 39. Rang im Sprint. In der Saison 2014/15 erreichte sie bei der US Super Tour sieben Top-Zehn-Platzierungen, darunter Platz drei im Sprint in Houghton und Platz zwei im Sprint in Craftsbury und belegte damit zum Saisonende den siebten Platz in der Gesamtwertung. In der folgenden Saison kam sie bei der US Super Tour achtmal unter die ersten Zehn. Dabei errang sie den zweiten Platz über 10 km klassisch in Craftsbury und zum Saisonende den sechsten Platz in der Gesamtwertung. Zu Beginn der Saison 2016/17 holte sie in West Yellowstone über 10 km klassisch ihren ersten Sieg bei der US Super Tour und belegte beim Nor-Am-Cup in Vernon den zweiten Platz im Sprint. Im Januar 2017 debütierte sie in Ulricehamn im Skilanglauf-Weltcup und belegte dabei den 52. Platz über 10 km Freistil und den 12. Rang mit der Staffel. Im folgenden Monat holte sie in Pyeongchang mit dem 24. Platz im Sprint und dem 13. Platz im Skiathlon ihre ersten und einzigen Weltcuppunkte. Beim Weltcup-Finale in Québec errang sie den 53. Platz und erreichte zum Saisonende den 80. Platz im Gesamtweltcup und den zehnten Platz in der Gesamtwertung der US Supertour. Dies war ihre letzte Teilnahme am Weltcup und startete bis zu ihren Karriereende im Jahr 2020 bei der US Supertour und im Nor-Am-Cup.

## Siege bei Continental-Cup-Rennen
| Nr. | Datum            | Ort              | Disziplin       | Serie         |
| --- | ---------------- | ---------------- | --------------- | ------------- |
| 1.  | 4. Dezember 2016 | West Yellowstone | 10 km klassisch | US Super Tour |